# Миленький Іван Андрійович
Миленький Іван Андрійович (14 серпня 1922, Полтавська губернія — 19 квітня 1995) — старший повітряний стрілець 566-го штурмового авіаційного полку (3-й Білоруський фронт), старшина. Учасник радянсько-німецької війни. Герой Радянського Союзу (1945).

## Біографія
Народився 14 серпня 1922 у селі Юрки Хорішківської волості Кобеляцького повіту Полтавської губернії, тепер Козельщинський район Полтавської області.
Із селян. Українець. Навчався в Вільнянської початковій школі. У 1930 році разом з батьками виїхав до с. Яйва Олександрівського району Пермської області. Там закінчив сім класів. Працював кіномеханіком. У 1943 році мобілізований у Червону Армію. Воював на Західному, Ленінградському, 3-му Білоруському фронтах. Був поранений.
Старшина, старший повітряний стрілець 566-го штурмового авіаційного полку (277-ма штурмова авіаційна дивізія, 1-ша повітряна армія, 3-й Білоруський фронт).
До травня 1945 року здійснив 225 бойових вильотів на штурмування ворожих укріплень, скупчень військ. Збив три ворожих літаки.
Після війни продовжував службу в армії. Демобілізувався в 1947 році. Працював слюсарем на одному із заводів Ленінграда. Помер 19 квітня 1995 року.

## Нагороди
За відмінне виконання бойових завдань командування і проявлені при цьому мужність і відвагу Указом Президії Верховної Ради СРСР від 29 червня 1945 року повітряному стрільцю-радисту 566-го Сонячногірського Червонопрапорного ордена Кутузова штурмового авіаційного полку 277-ї Красносельської Червонопрапорної орденів Суворова і Кутузова штурмової авіаційної дивізії старшині Івану Андрійовичу Миленькому присвоєно звання Героя Радянського Союзу.
Нагороджений орденами Леніна, Червоного Прапора, Червоної Зірки, Слави III ступеня, медалями.